# (36408) 2000 OB49
2000 OB49 (asteroide 36408) é um asteroide da cintura principal. Possui uma excentricidade de 0.22871390 e uma inclinação de 3.09563º.
Este asteroide foi descoberto no dia 31 de julho de 2000 por LINEAR em Socorro.